# 10297 Lynnejones
10297 Lynnejones eller 1988 RJ13 är en asteroid i huvudbältet som upptäcktes den 14 september 1988 av den amerikanska astronomen Schelte J. Bus vid Palomarobservatoriet. Den är uppkallad efter Lynne Jones.